# Wolf Schenke
Wolf Schenke (* 6. April 1914 in Arnstadt; † 4. März 1989 in Hamburg) war ein deutscher Journalist und Publizist.

## Leben

### Vor 1945
Schenke besuchte das Gymnasium in Arnstadt und Hamburg. Angezogen von einem „nationalen Sozialismus“ trat er 18-jährig am 1. September 1932 in die NSDAP ein (Mitgliedsnummer 1.328.745). Zuvor war er 1931 kurzzeitig in die SA eingetreten. Er wurde Mitglied des Nationalsozialistischen Schülerbunds und machte Karriere in der Hitler-Jugend, wo er HJ-Führer wurde.
1933 arbeitete er im Stab des Obergebiets Ost der HJ unter Gotthart Ammerlahn. Nach dem Abitur wechselte er nach Berlin, wo er nach eigenen Angaben an der Hochschule für Politik studierte und Stipendiat der Langemarck-Stiftung wurde. 1934/35 war er zunächst Mitarbeiter, später dann  Chefredakteur des dann nationalrevolutionär ausgerichteten HJ-Schulungsbriefes Wille und Macht. Herausgeber war Baldur von Schirach. Bis 1936 stieg er als Bannführer in der HJ-Reichsjugendführung auf.
1935 wurde Schenke als Journalist zum ersten Mal nach China entsandt und war hier im Korrespondentenstab des Deutschen Nachrichtenbüros in Shanghai tätig. Zugleich fungierte er dort als Verbindungsmann zwischen der HJ und der Kuomintang-Jugend. Ab Frühjahr 1936 leitete er für ein Jahr das Referat Auslandspresse in der Reichsjugendführung.
Nachdem Schenke das Angebot zur Leitung des außenpolitischen Amtes der HJ-Reichführung abgelehnt hatte, kehrte er 1937 erneut nach China zurück und arbeitete als Berichterstatter des Völkischen Beobachters. Vorausgegangen war eine laut Schenkes Angaben „scharfe persönliche Auseinandersetzung“ zwischen ihm und seinem Vorgesetzten Baldur von Schirach, der eine strikte projapanische Linie vertrat. Daraufhin schied er aus der HJ aus. Nach seinem Ausscheiden aus der Reichsführung ist Schenke nach eigener Aussage vom Oberkommando der Wehrmacht zur geheimdienstlichen Mitarbeit verpflichtet worden. Er berichtete ab 1937 direkt an die Abwehr-Abteilung I des Oberkommandos der Wehrmacht in Berlin und hatte Berichte über den Frontverlauf des Japanisch-Chinesischen Kriegs zu liefern. Er arbeitete laut eigener Aussage auch als Agent für Japan. Charakteristisch für seine Veröffentlichungen in dieser Zeit als Korrespondent und Kriegsberichterstatter war ein nationalrevolutionärer „Antiimperialismus“, der sich gegen die USA und Großbritannien richtete, jedoch für Japan Partei ergriff.

### Nach 1945
Nach dem Ende des Zweiten Weltkrieges geriet Schenke in amerikanische Kriegsgefangenschaft, wurde interniert und im Rahmen der Kriegsverbrecherprozesse in Shanghai 1946 angeklagt. Der Prozess endete für ihn 1947 mit einem Freispruch.
Zurück in Deutschland spielte Schenke nach dem Krieg eine zentrale Rolle bei der Vernetzung der national-neutralistischen Gruppierungen. Er gründete 1950 in Hamburg Die dritte Front, eine national-neutralistische Organisation, die vor der Vernichtung Deutschlands durch einen Atomkrieg warnte, wenn es Position für den Westen oder Osten bezöge. Sie diente der Vorbereitung der im Folgejahr gegründeten Sammlungsbewegung Deutscher Kongress, in der sich Organisationen verschiedener politischer Ausrichtung zusammenfanden, die für die Neutralität Deutschlands eintraten. 1956 rief Schenke die Zeitschrift Neue Politik ins Leben, die neutralistischen Organisationen eine Plattform bot. In den 1960er Jahren wurde sie zum bedeutendsten Medium für den Austausch über Gedankengut des nationalrevolutionären Neutralismus und die Querfrontstrategie.